# Olaf Wolkenhauer
Olaf Wolkenhauer (* 14. März 1966 in Buchholz in der Nordheide) ist ein deutscher Ingenieur und Regelungstechniker, mit Fachgebiet mathematische Modellierung und Datenanalyse. Seit 2003 ist er Professor für Systembiologie und Bioinformatik an der Fakultät für Informatik und Elektrotechnik der Universität Rostock.

## Leben
Wolkenhauer absolvierte in den Jahren 1985–1988 eine Lehre im Bereich Marine und Sondertechnik an der AEG Systemtechnik in Hamburg. Darauf folgte 1989 das Fachabitur in Wilhelmsburg. Dem schloss sich 1989–1993 ein Studium im Fach Elektrotechnik an der Fachhochschule Hamburg an. Nach seinem Abschluss als Dipl.-Ing. (FH) 1993, setzte Wolkenhauer seine akademische Ausbildung 1993–1994 mit einem Studium an der University Portsmouth (Großbritannien) fort und erreichte 1994 den Abschluss als Bachelor of Engineering (hons) 1st. Es folgte 1994–1997 eine wissenschaftliche Anstellung am Control Systems Centre der University Manchester. Wolkenhauer promovierte 1997 an der University Manchester zum Thema: „Possibility Theory with Applications to Data Analysis“. Er setzte seine Tätigkeit in Manchester 1997–1999 als Dozent am Control Systems Centre mit einem Lucas Varity Research Lectureship fort. Danach wechselte Wolkenhauer für zwei Jahre als Gastwissenschaftler an die Faculty of Information Technology and Systems der Universität Delft (Niederlande). 2000–2003 kehrte er wieder zur University Manchester für eine interdisziplinäre Dozentur am Department of Electrical Engineering & Electronics (Control Systems Centre) und dem Department of Biomolecular Sciences zurück. 2003 folgte Wolkenhauer seiner Berufung für den Lehrstuhl Systembiologie und Bioinformatik an der Universität Rostock, der erste Lehrstuhl dieser Art in Europa. In den Jahren 2003–2006 war er weiterhin Gastprofessor an der University Manchester. 2004 schloss sich eine Adjunct Professorship an der Case Western Reserve University in Cleveland (USA) und seit 2010 eine Gastprofessur an der Norwegischen University of Life Sciences an. Wolkenhauer wurde 2005 zum lebenslangen Fellow des Stellenbosch Institute for Advanced Study (STIAS) in Südafrika benannt.
Das erklärte Forschungsziel von Wolkenhauer ist es, „Gesetzmässigkeiten in zellbiologischen Systemen zu entdecken; das Leben von Zellen mit Hilfe der Mathematik zu verstehen.“
Neben seiner wissenschaftlichen Forschung hat Wolkenhauer auch ein plattdeutsches Konversationshandbuch veröffentlicht.

## Weitere Funktionen
- Gründungsmitglied des Zentrum für Logik, Wissenschaftstheorie und Wissenschaftsgeschichte (ZLWWG), 2006[4]
- externer Gutachter für die EU-Kommission Directorate of - Health Research, Unit F4 - Fundamental Genomics[5]
- Mitglied Arbeitsgruppe Systembiologie DECHEMA Frankfurt[6]
- Mitglied nationales Auswahlpanel für den MTZ-Award für Systembiologie[7]
- Peer Review Panel UK Engineering & Physical Sciences Research Councel (EPSRC)
- Gründer des internationalen Journals IET Systems Biology[8]
- Gründer des Steinbeis-Forschungszentrums "Analyse Komplexer Systeme"
- Mitglied des Departments „Leben, Licht & Materie“ der Interdisziplinären Fakultät der Universität Rostock[9]

## Publikationen (Auswahl)
- W. Dubitzky, O.Wolkenhauer, H.Yokata, K-H. Cho: Encyclopedia of Systems Biology. Springer Verlag 2012.
- M. Ullah, O. Wolkenhauer: Stochastic Approaches for Systems Biology, Springer Verlag 2011.
- O. Wolkenhauer, P. Wellstead, K.H. Cho (Hrsg.): Systems Biology. Portland Press (Essays in Biochemistry Series) 2008.
- O. Wolkenhauer: Data Engineering: Fuzzy Mathematics in System Theory and Data Analysis. John Wiley and Sons, New York 2001.
- O. Wolkenhauer: Possibility Theory with Applications to Data Analysis. Research Studies Press, Chichester 1998.